# 羅光乾
羅光乾（？—？）為中國清朝武官官員，本籍山西。行伍出身的羅光乾於1719年（康熙58年）奉旨接替聶國翰，於台灣地區擔任澎湖水師協副將。而隸屬台灣鎮之下的此官職職等為正二品，是台灣清治時期的這階段，扼守台灣海峽的重要武將，並統帥兩標水營，數千名水師兵勇。
| 前任： 聶國翰 | 澎湖水師協副將 1719年上任 | 繼任： 戴憲宗 |